# MotorStorm
MotorStorm é o primeiro jogo da série MotorStorm de jogos de corrida desenvolvido pela Evolution Studios e publicado pela Sony Computer Entertainment exclusivamente para o console PlayStation 3. Anunciado pela primeira vez na E3 de 2005, o jogo foi lançado no Japão em 14 de dezembro de 2006 e no resto do mundo em março de 2007. MotorStorm alcançou vendas mundiais de mais de três milhões e meio de cópias.

## O jogo
Os acontecimentos do jogo são realizados no evento MotorStorm Festival em Monument Valley. O objetivo do jogo é ganhar uma série de corridas off-road e ser o grande campeão dos Festivais. MotorStorm tem atualmente, o Recorde Mundial do Guinness como a maior variedade de veículos em um jogo de corrida - os jogadores estão no controle de sete tipos diferentes de veículos durante todo o jogo: Carros de rally, Big Rigs (Que são os caminhões e carretas), Bike (No caso as motos), ATVs, Pikups de Corrida, Buggies e Mud Pluggers (Que são os 4x4). Cada veículo tem suas próprias forças e fraquezas. Por exemplo, as Motos e os Quadriciclos são capazes de acelerar muito rápido e capaz de manobrar em espaços apertados, mas elas também são facilmente danificadas, e só atingem velocidades superiores. Por outro lado, grandes plataformas têm grande durabilidade, velocidade média, aceleração, mas pobre e manuseio.
Cada corrida exige que o piloto escolha um tipo de veículo particular e muitas vezes as corridas contra muitos dos outros veículos. Cada pista tem maneiras diferentes de obter habilidade através dela, cada uma atendendo a uma determinada classe de veículo, tornando o campo de corrida mais uniforme. Os eventos ocorrem no jogo em tempo real, tais como os efeitos da lama, as marcas de pneu, e falhar (por exemplo, se um carro perde uma roda, ele permanecerá onde as terras durão até a corrida). Cada faixa é preenchida com uma variedade de saltos, solavancos, falésias, bordas, poças de barro, peças de outros carros, e outros obstáculos. As corridas são geralmente três voltas nos eventos com dois a quinze pilotos. Há oito pistas jogáveis no jogo, mais quatro estão disponíveis para compra como conteúdos descarregáveis através da PlayStation Store, ou em um Pacote de expansão na PlayStaion Network.
Perfeitas experiências de deformação em tempo real, o que significa que cada volta é diferente do passado. Veículos maiores podem criar grandes buracos ou deixar sulcos que podem facilmente virar veículos menores, mais leves, e cada veículo reage de maneira diferente a ambientes de pista diferente. Veículos como Big Rigs e Mud Pluggers podem obter excelente tração na lama, enquanto que os veículos leves como as Motos e Quadriciclos podem escorregar e deslizar.
O sistema de Nitro Boost desempenha um papel importante no MotorStorm e é usado para pegar adversários ou se afastar deles. Os jogadores devem manter um olho em seu medidor de carga, o que mostra quando o motor do veículo aquece. Quanto maior o impulso é realizado, mais quente do motor torna-se. Se o impulso é realizado quando o motor atinge a temperatura crítica, ele vai explodir. Desde explosões resultantes do impulso do foguete tipicamente joga o veículo para frente, eles podem ser usados para a borda fora um outro piloto em toda a linha de chegada. Isto pode ser muito útil quando para trás, embora isso não funciona o tempo todo se os oponentes ganharem a mão superior.

## Multijogador Online
No modo online, o modo de catch-up pode ser habilitado. Isso significa que o líder de uma corrida tem menos impulso que todos os outros, permitindo que os demais jogadores tenham melhores chances de fazer uma ultrapassagem. Em teoria isto faz o líder usar seu impulso somente quando necessário para ganhar a corrida.
Também há o modo Survival na versão completa ou transferido pelo Pacote de Expansão. O modo exige que você fique na frente dos outros oponentes antes que o tempo acabe ou seja, o último que sobrar é o vencedor da corrida. Uma corrida neste modo tem no mínimo 15 segundos para cada piloto se safar, quando o tempo acaba, o piloto que estiver em último deixa a corrida levando seu veículo para os ares, e assim em diante até que o último sobre.

## Apresentação na E3
Alguns detalhes lançados pela Sony e Evolution Studios mostraram a extrema qualidade gráfica. Muitos entusiastas de jogos e membros da imprensa tornaram-se céticos quanto à origem do material apresentado, com a maioria das pessoas suspeitando da contagem de quadros por segundo em jogo. Em março de 2006, logo após a Game Developers Conference, vazaram imagens de uma demonstração da tecnologia que se espalhou pela Internet em sites como o YouTube. A demo mostra um buggy amarelo (apresentado no vídeo E3, e conhecido como o Wombat Typhoon) e uma moto cortando barro, bem como respingos da lama em um caminhão branco, e depois mostra falhas violentas, como um pouso de bicicleta em um carro de rally roxo, fazendo-a girar para fora, e, um Mud Plugger semelhante a um Hummer (o chamado Atlas JackHammer) abalroa com o amarelo Wombat Typhoon, fazendo com que ele fique arrasado pelo capotamento e atravessar as chamas e colidir com as barreiras de segurança de estrada, aparentemente destruído (e do condutor pode ser possivelmente morto no acidente). Sendo uma demo técnica, não demonstraram quaisquer aspectos de jogabilidade (embora as colisões, naufrágios e deformações lama são mostrados), ou se o jogo final atinja o padrão do vídeo. No entanto, o representante da Sony, Phil Harrison mencionou que isso seria fazer uma aparição na E3 de 2006. O jogo apareceu na E3 2006, embora tenha perdido o primeiro dia da exposição, devido à versão do show está sendo concluído e enviado para LA, apenas isso. A construção no show foi de apenas 50% completo, mas ainda mostrou alguns efeitos como o Motion Blur e deformação das pistas.

## Atualizações
Cinco atualizações foram liberadas para MotorStorm na América do Norte e Europa.
| Versão | Detalhes |
| ------ | --- |
| 1.1    | Update 1.1 foi disponibilizado para download em 23 de março de 2007, além do lançamento europeu e australiano. Ele adicionou um recurso: a lista de amigos, para permitir aos usuários competir com os amigos online. |
| 1.2    | Update 1.2 é uma atualização que estava programada para ser lançada em 11 de junho de 2007. A atualização melhora a jogar online, é compatível com um ensaio de modo tempo add-on, remove um impulso popular explorar, e corrige vários bugs.[8] A atualização foi lançada na Europa em 15 de junho de 2007 e em 21 de Junho na América do Norte. The update was released in Europe on 15 de junho de 2007 and on 21 June in North America.                                                                |
| 2.0    | Update 2.0 escolha do veículo maior e cores jogador no lobby e também fixa bugs com fone de ouvido e suporte a comunicações de voz. |
| 3.0    | Update 3.0 adicionou suporte de vibração para o controlador DUALSHOCK 3. posições finais da última corrida em um jogador agora determinar sua posição no grid de largada da próxima corrida no lobby online mesmo. A Index Regozijando dar orientações quanto à de um piloto de talento online. Plus correções para vários bugs e exploits. A atualização foi lançada na Europa em 25 de outubro de 2007[9] e na América do Norte em 8 de novembro de 2007. and in North America on 8 de novembro de 2007. |
| 3.1    | Update 3,1 adiciona uma tela de seleção de veículos em 2D, espelhado faixas para os jogos multiplayer online, um medidor de proximidade novo MotorStorm modo e duas novas canções para a trilha sonora - "Devil's Crossing" por Elite Force e "Beat The Devil", por Jiffster. A atualização é de cerca de 253MB de tamanho. A atualização foi lançada na Europa em 13 de dezembro de 2007[1] e na América do Norte em 19 de dezembro de 2007. and in North America on 19 December 2007.                    |

## Conteúdo para download
Em 15 de junho de 2007 na Europa e 21 de Junho na América do Norte, um adicional foi disponibilizado na PlayStation Network. Este download gratuito, quando utilizado em conjunto com a atualização 1.2, abre um processo de modo tempo. Neste modo, os jogadores são capazes de selecionar uma pista e corrida ao redor do veículo e conseguir o melhor tempo. Quando online, os jogadores podem carregar suas melhores épocas para ver onde eles se classificaram em um ranking global. Há também a possibilidade de baixar os "fantasmas" das melhores voltas de outros jogadores, incluindo os fantasmas criadores do jogo, e contra eles.
Em 6 de setembro de 2007 na Europa, um segundo extra foi disponibilizado para compra na PlayStation Network, chamado de Coyote Revenge Weekend VIP Pass (Revenge Weekend na América do Norte). Esta transferência, quando utilizado em conjunto com a atualização 2.0, desbloqueia o modo Weekend. Isso permite aos jogadores acesso a um adicional de três bilhetes, combinando nove corridas (quatro corridas cada um na primeira e segunda passagens e uma corrida final do terceiro bilhete). As corridas desbloqueiam sequencialmente e são desbloqueados via sucesso do jogador em corridas anteriores. A modalidade é chamada de Coyote no final de semana porque a pista Coyote Revenge tem características predominantemente, e as corridas ocorrem ao longo de um festival de fim de semana, entre sábado e domingo. Das nove corridas, a pista Coyote Revenge apresenta cinco vezes, com várias novas rotas e atalhos. Quatro outras faixas também apresentam no festival Coyote Weekend. O download inclui também dois novos veículos, uma moto, um quadriciclo e um veículo de bônus que pode ser acessado na conclusão bem sucedida das corridas. Existe também um pacote de veículo disponível na PlayStation Network, que inclui um carro de rali que se assemelha muito a um DMC DeLorean e um equipamento grande, que se baseia em um ônibus da prisão, e os novos skins livres conhecido como Numskull Helmets e Big Blue Bunny.
Em 27 de Setembro de 2007, nos Estados Unidos, um terceiro adicional foi disponibilizado, que incluiu uma caminhonete (conhecido como o Castro Capitano, precedido pelo Castro Robusto), com três estilos. Em 25 de outubro de 2007 na Europa, um novo skin de Halloween foi disponibilizado para download, para a caminhonete Castro Robusto. Baixando este skin vai desbloquear automaticamente o veículo. O pacote Devil's Weekend foi lançado na Europa e América do Norte em 8 de novembro de 2007 que contém Devil's Crossing faixa A, nove novas corridas, quatro novos veículos e novas texturas, como Crazy Samurai e QuickFoot Liveries. Em 20 de Dezembro de 2007, nos Estados Unidos, ele apresenta um novo skin de feriado para download para um dos "Big Rigs" do jogo, o Castro Varadero. Um adicional de duas pistas foram anunciadas em 7 de janeiro de 2008. Eagle's Nest e Diamondback Speedway foi lançado na Europa em 11 de janeiro de 2008 e na América do Norte em 17 de janeiro de 2008. Em 7 de fevereiro de 2008 na América do Norte e Europa, uma skin baseada no Novo Ano Chinês torna-se disponível para download para o carro de rali Wulff Revo.